# Alisona Taumalolo
Alisona Taumalolo (ur. 13 listopada 1981 w Haʻakame) – tongański rugbysta występujący na pozycji filara młyna. Reprezentant kraju oraz uczestnik pucharu świata.

## Kariera klubowa
Taumalolo ukończył tongańskie Tupou College, zaś do Nowej Zelandii wyemigrował w 2001 roku. Alisona był młodzieżowym reprezentantem Auckland, od 2005 roku był zawodnikiem Hawke’s Bay Rugby Union, zaś w 2009 roku został wybrany do drużyny Chiefs z ligi Super 14. Zadebiutował w meczu z Crusaders. Z zespołem Wodzów z regionu Waikato w 2012 roku wywalczył mistrzostwo Super Rugby, indywidualnie zdobywając 8 przyłożeń. W sumie w barwach Chiefs zaliczył 52 występy.
Latem Tongijczyk przeniósł się do francuskiego klubu USA Perpignan z Top 14.

## Kariera reprezentacyjna
Taumalolo w 2000 roku uczestniczył w Mistrzostwach Świata do lat 19 we Francji.
Po bardzo dobrym sezonie w barwach Chiefs, Taumalolo otrzymał powołanie do reprezentacji Tonga. Zadebiutował w wieku niespełna 30 lat 2 lipca 2011 roku w spotkaniu przeciw Fidżi. Pod koniec sierpnia znalazł się w składzie ‘Ikale Tahi na Puchar Świata w Nowej Zelandii. Podczas turnieju Taumalolo wystąpił w czterech meczach swojej drużyny – zdobył przyłożenie w meczu otwarcia z All Blacks, uczestniczył też w sensacyjnym zwycięstwie Tonga nad Francją.